# Стів (фільм)
«Стів» (англ. Steve) — ірландсько-англійський драматичний кінофільм 2025 року, зрежисований Тімом Мілантсом. Реінтерпретація повісті Макса Портера «Шай». Головні ролі виконали Кілліан Мерфі та Джей Лікурго.
Прем'єра фільму відбудеться 6 вересня 2025 року, в програмі «Платформа» міжнародного кінофестивалю в Торонто. 3 жовтня того ж року «Стів» з'явиться в потоковому сервісі Netflix.

## Сюжет
Події відбуваються в середині 1990-х років протягом 24 годин. Стів — директор виправної школи для хлопців підліткового віку, яка має безліч внутрішніх проблем, зокрема обмежене фінансування та надлишковий кадровий склад. Одного дня до школи приїздить знімальна команда репортерів, що ще більше погіршує стан справ Стіва та його ментальне здоров'я…

## У ролях
- Кілліан Мерфі — Стів
- Джей Лікурго — Шай
- Трейсі Ульман — Аманда
- Емілі Вотсон
- Сімбі Аджикаво
- Роджер Аллам
- Даггі Макмікін
- Рубі Ешборн Серкіс
- Юсеф Керкур
- Бен Ллойд-Г'юз

## Створення
Після публікації повісті «Шай» письменник Макс Портер отримував найбільшу кількість відгуків не від підлітків або їх батьків, а від вчителів. Коли актор Кілліан Мерфі, з яким Портер працював на театральній сцені, попросив його написати для нього ще щось, письменник придумав переписати «Шая» для кіноекрану з точки зору директора школи Стіва. Мерфі казав:
|  | Це один із найвідвертіших і жахаючих персонажів, яких я колись грав, оскільки Макс написав його спеціально під мене, але ще й тому, що мене багато що з ним ріднить. ... Ніякої справжньої підготовки до ролі я не мав — я зростав у родині вчителів, ... це більш екстремальний світ, оскільки ти маєш справу з легковажними, непередбачуваними, зраненими дітьми. ... Жодного акторства в цій ролі не було. |

Трейсі Ульман, акторку з комічним амплуа, яка у фільмі постає в рідкісній для себе драматичній ролі, запропонувала затвердити дружина Кілліана Мерфі, Івонн.
Фільм є частково псевдодокументальним, оскільки містить в собі відзняті начебто командою репортерів інтерв'ю з учнями школи. Попри оманливе відчуття, що інтерв'ю є імпровізаційними, кожне їх слово зазначене в сценарії.
Знімальний процес пройшов з травня по липень 2024 року, зокрема, у місті Бат. У візуальному рішенні фільму оператор Робрехт Хейварт надихався прийомами митців Догми 95, операторською роботою Метью Лібатіка у драмі «Реквієм за мрією». «Це любовний лист 1990-м рокам у стилістичному сенсі» — казав режисер Тім Мілантс.

## Сприйняття
Джейсон Райл, член відбіркової комісії міжнародного кінофестивалю в Торонто, де вперше покажуть фільм, назвав його «камерною п'єсою з потужною реалізацією, заблудлими підлітками та впертими проявами надії», відзначивши «незабутньо переконливу» роль Кілліана Мерфі.